# يعرب بدر
يعرب سليمان بدر (مواليد 3 تموز 1959 في اللاذقية) مهندس مدني وسياسي سوري يشغل منصب وزير النقل في حكومة أحمد الشرع منذ 29 آذار 2025. شغل سابقاً نفس المنصب في حكومة محمد ناجي العطري من 11 شباط 2006 إلى 14 نيسان 2011.
تحصل على الدكتوراه في علوم النقل من المدرسة الوطنيّة للجسور والطرق في باريس بفرنسا.
بعد عودته إلى سورية عام 1992، عمل في تدريس قضايا النقل وسلامة المرور وطرائق البحث العلمي في كليّة الهندسة المدنية بجامعة تشرين، وكذلك شارك في تدريس مقررات الإحصاء الرياضي وطرائق البحث العلمي في فرع اللاذقية للأكاديمية العربية للعلوم والتكنولوجيا والنقل البحري التابعة لجامعة الدول العربيّة.
قام بإجراء العديد من الدراسات في مجال الطرق والنقل وسلامة المرور في سورية ، وساهم في أعمال المجلس الاستشاري لوزارة النقل السورية، وفي إعداد الفصل المتعلّق بقطاع النقل والمواصلات في الخطة الخمسية العاشرة في سورية للفترة 2006-2010.
سمي وزيرا للنقل خلال الفترة 2006-2011، وعاد بعدها للمارسة التدريس في كليّة الهندسة المدنيّة في الجامعة العربيّة الدوليّة، وفي ماستر إدارة السلامة المرورية الذي أحدث في جامعة القديس يوسف في بيروت بدءاً من عام 2012.
يعمل منذ عام 2014 في لجنة الأمم المتحدة الاقتصادية- الاجتماعية لغربي آسيا، الإسكوا، بصفة مستشار إقليمي للنقل واللوجستيات.